# Bohumil Mořkovský
Bohumil Mořkovský   (Valašské Meziříčí, 14 de desembre de 1899 - Valašské Meziříčí, 16 de juliol de 1928) va ser un gimnasta artístic txecoslovac que va competir durant la dècada de 1920.
El 1924 va prendre part en els Jocs Olímpics de París, on disputà les nou proves del programa de gimnàstica. Guanyà la medalla de bronze en la competició del salt sobre cavall. Fou sisè en la d'anelles, mentre en les altres set proves aconseguí uns resultats més discrets.